# Nelly von Seidlitz
Nelly von Seidlitz (auch Nelly oder Helene von Eichler, * 25. März 1870 in Sankt Petersburg; † 1947 in Irschenhausen) war eine deutsche Malerin, Grafikerin und Bildhauerin. Zunächst war sie rein autodidaktisch ausgebildet; sie war insbesondere von Max Slevogt beeinflusst. Sie war seit 1904 mit dem Entomologen und Privatgelehrten Georg Carl Maria von Seidlitz verheiratet.
Nelly von Seidlitz war Mitglied der Münchener Sezession. In ihrer späteren künstlerischen Phase wurde sie als Bildhauerin Schülerin von Auguste Rodin in Paris. Nelly von Seidlitz gehörte zum Freundeskreis von Max Slevogt. Der schuf ein bekanntes Halbporträt der Malerin.

## Ausstellungsteilnahmen (Auszug)
- 1906: Internationale Kunstausstellung des Vereins bildender Künstler Münchens (E.V.) (Münchener Sezession).[4]
- 1908: Frühjahrsausstellung des Vereins bildender Künstler Münchens (Münchener Sezession).[4]
- 1910: Frühjahrsausstellung der Münchener Sezession.[4]
- 1915: Kunstausstellung der Münchener Sezession.[4]
- 1927: Stuttgarter Sezession (als Gastteilnehmerin der Münchener Sezession mit Zeichnungen wie „Erdrosselung“, „Don Quichote“, „Kampf mit Frau“, „Pferde“, „Aufruhr“).[1]